# Supronowo
Supronowo (ros. Супроново) – wieś w Rosji, w rejonie czerepowieckim obwodu wołogodzkiego. W 2010 r. liczyła 23 mieszkańców.